# Aveiro (distrikt)
Distrito de Aveiro (svenska: distriktet Aveiro) är ett av Portugals 18 distrikt (distritos). Dess residensstad är Aveiro.
Distriktet ligger i mellersta Portugal, vid atlantkusten. Det har 699 929 invånare (2020) och en yta på 2 808 km².
Dess ekonomi bygger på jordbruk och fiske, samt på saltutvinning och industri. Från hamnen utskeppas sardiner, salt, vin och industriprodukter. 

## Kommuner
Aveiros distrikt omfattar 19 kommuner (municípios) som i sin tur är delade i 208 kommundelar (freguesias).
- Águeda
- Albergaria-a-Velha
- Anadia
- Arouca
- Aveiro
- Castelo de Paiva
- Espinho
- Estarreja
- Ílhavo
- Mealhada
- Murtosa
- Oliveira de Azeméis
- Oliveira do Bairro
- Ovar
- Santa Maria da Feira
- São João da Madeira
- Sever do Vouga
- Vagos
- Vale de Cambra

Enligt författningen ska Portugals indelning i administrativa distrikt (distrito) ersättas av en ny indelning i regioner (região) och underregioner (subregião).
I den framtida indelningen av landet hamnar distriktet Aveiros kommuner i regionerna Norra Portugal och Mellersta Portugal samt i underregionerna Área Metropolitana do Porto, Tâmega e Sousa, Region Aveiro och Region Coimbra.

## Bilder

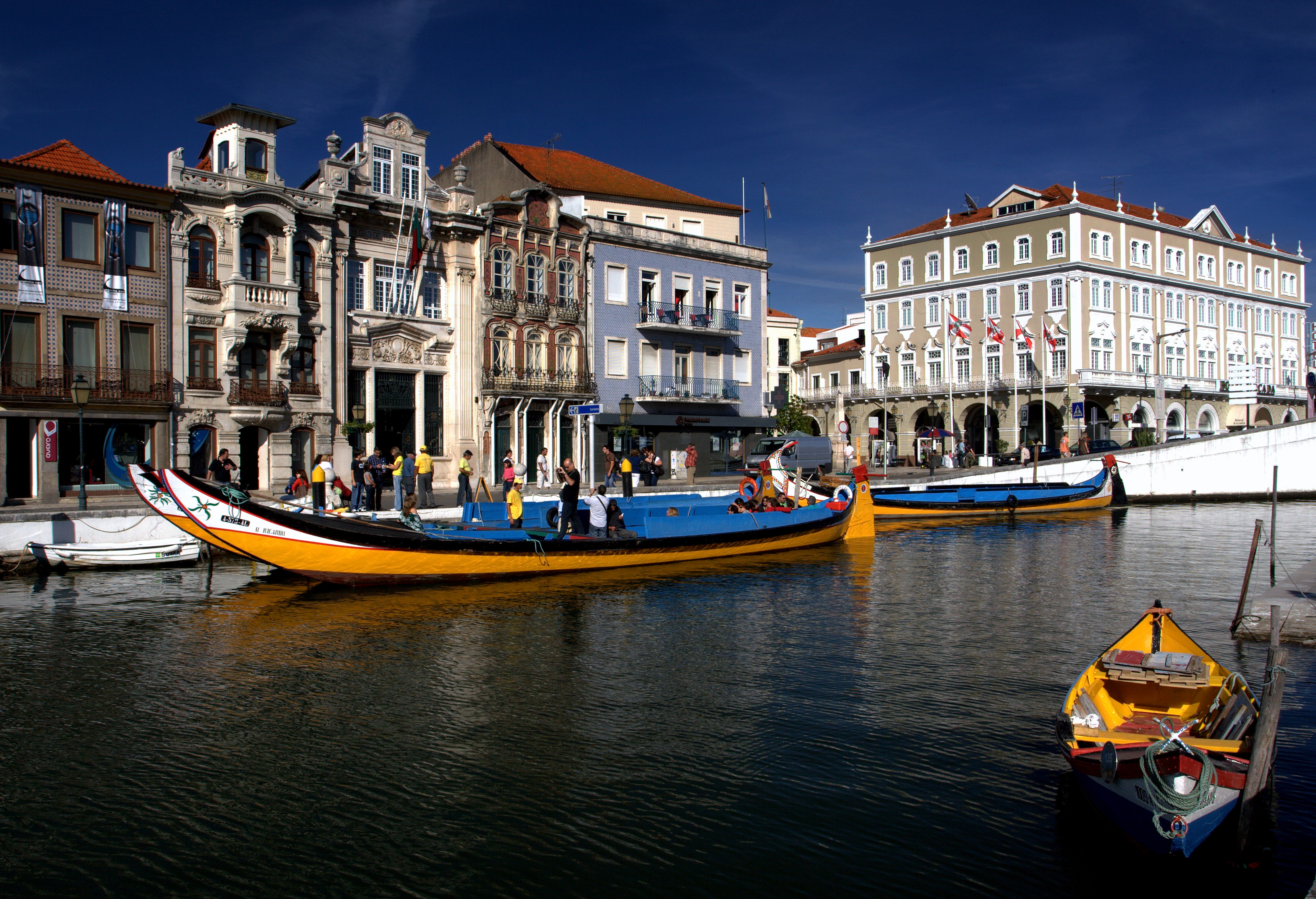
Staden och dess kanaler
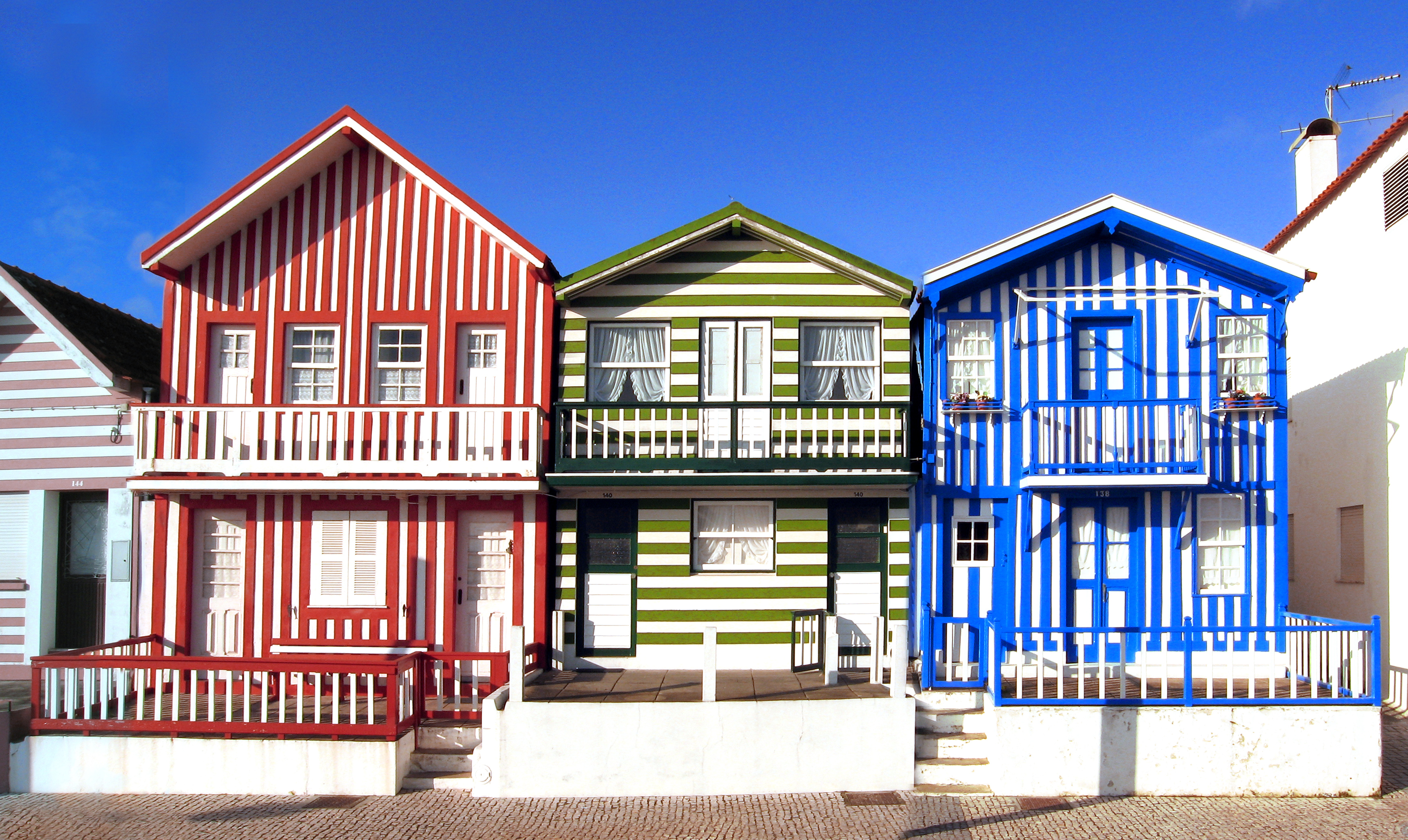
Costa Nova
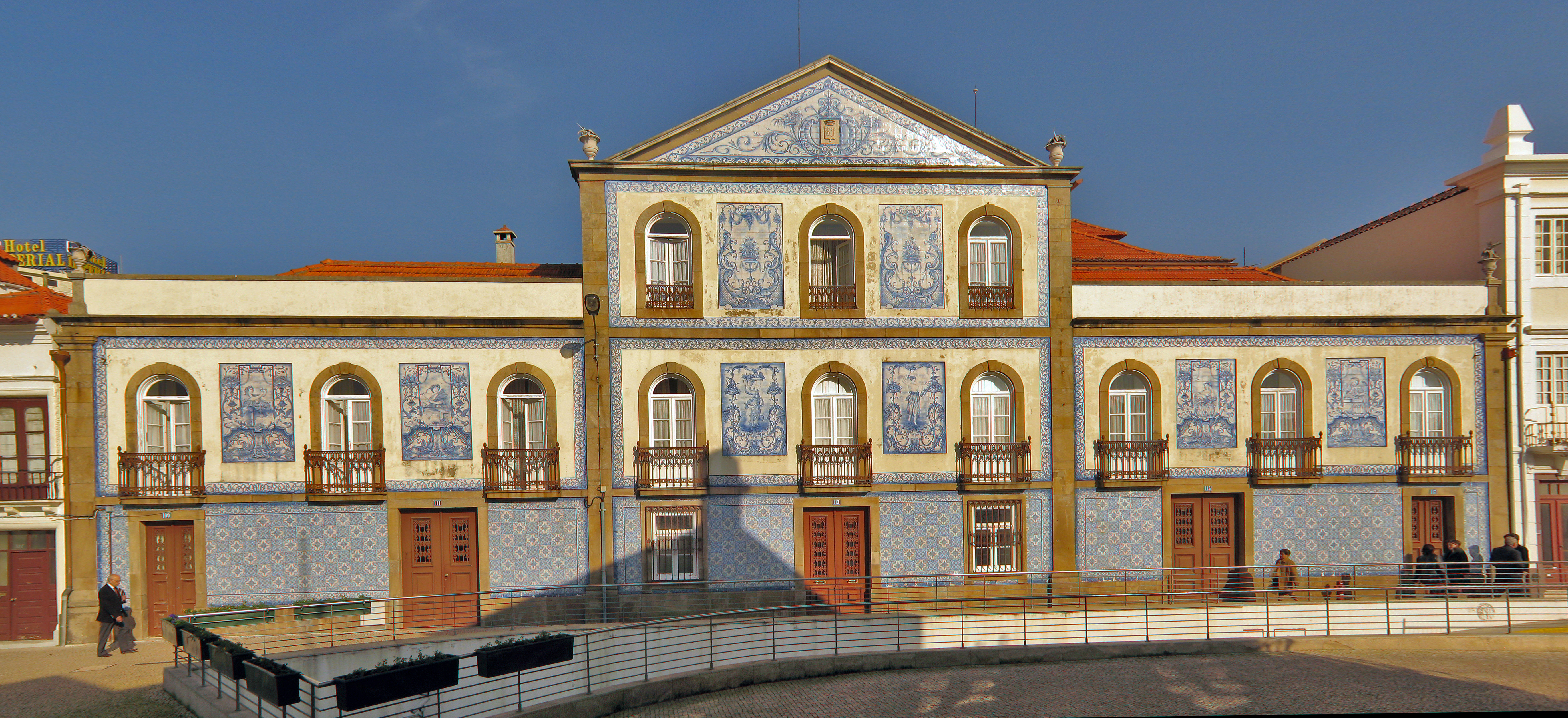
Hus i Aveiro
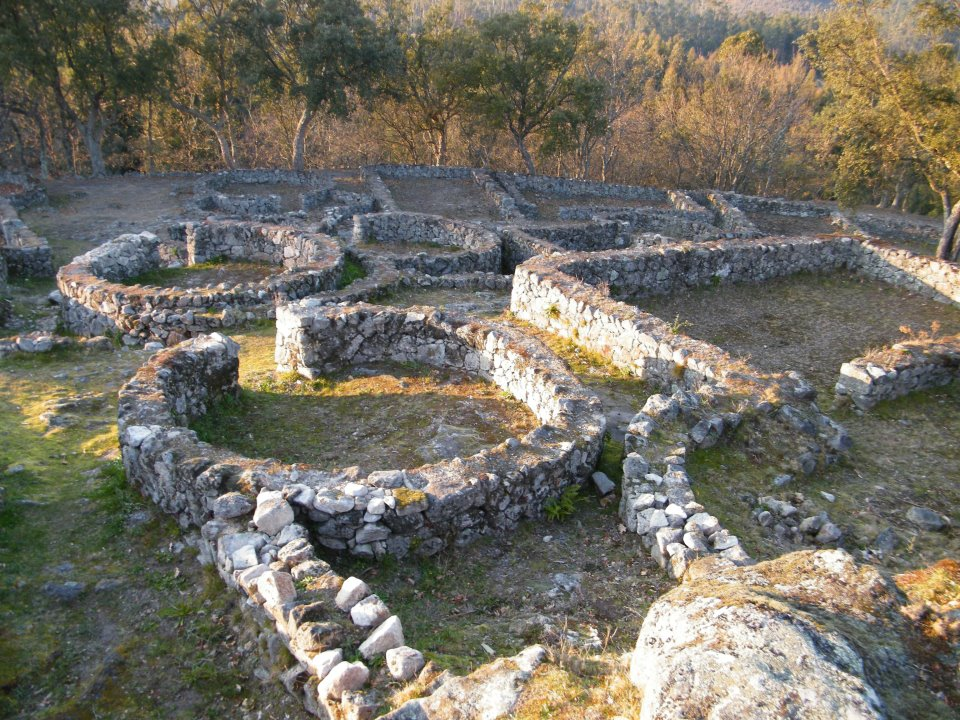
Forborgen i Romariz
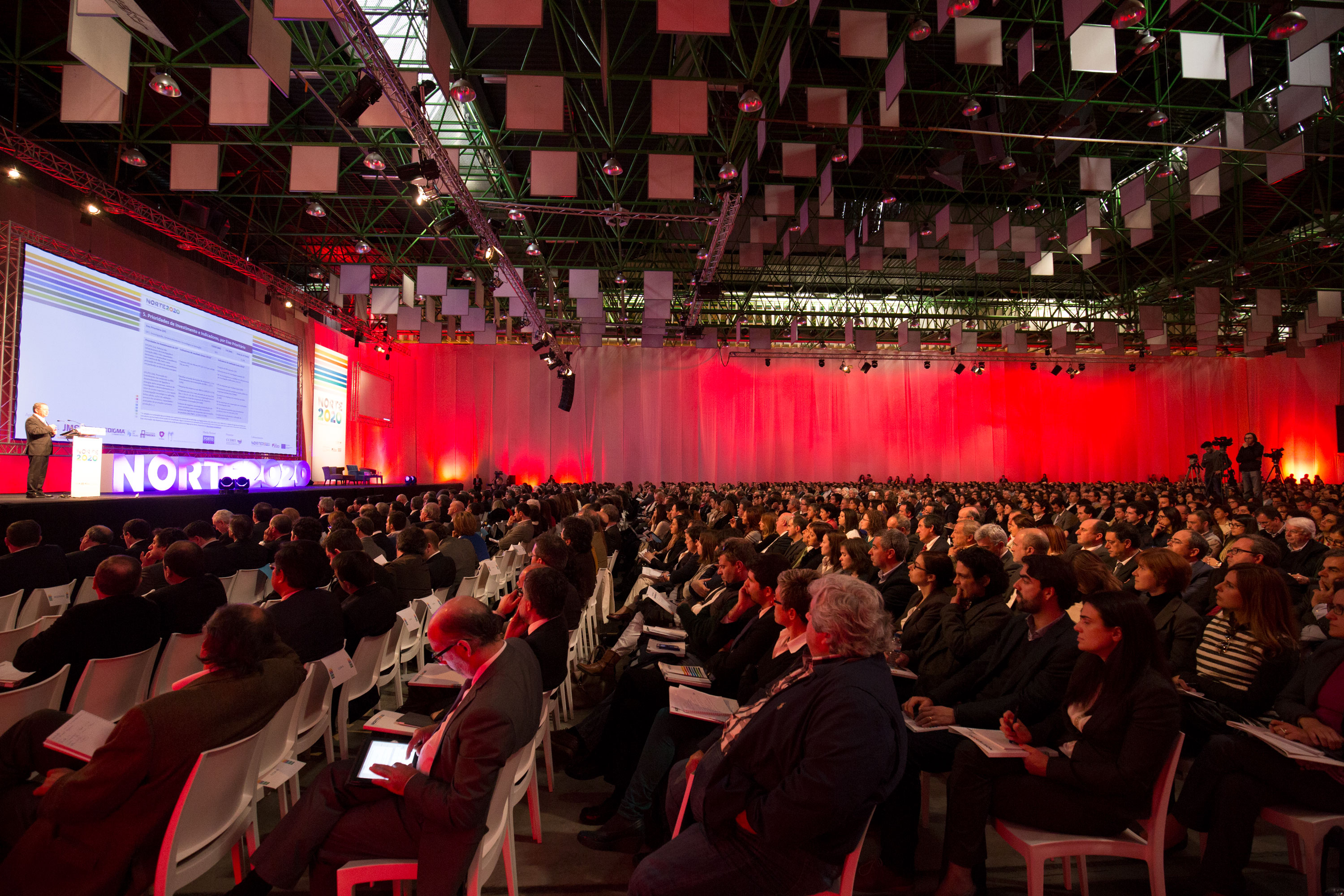
Europarque i Santa Maria da Feira
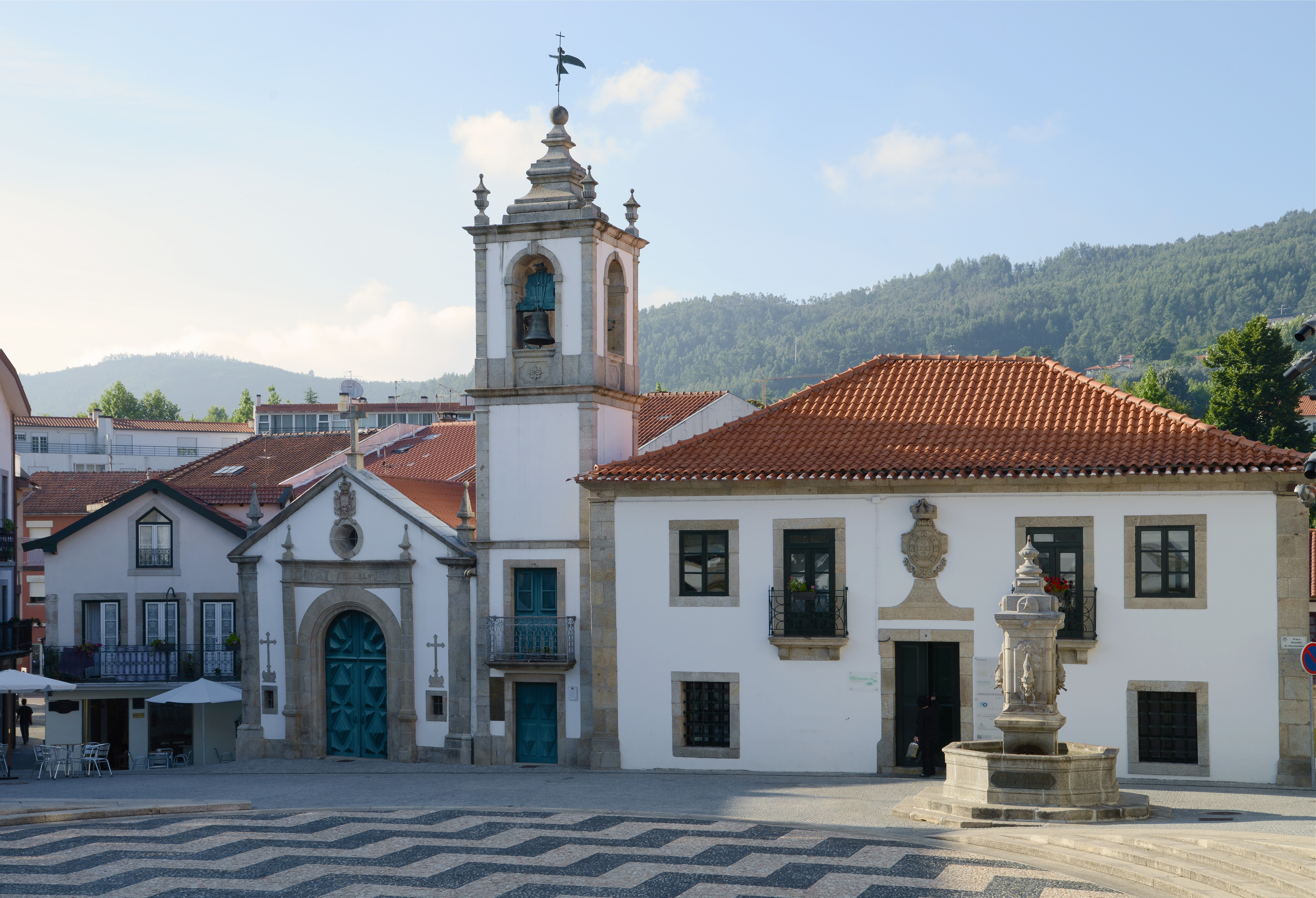
Centrum i Arouca